# JAM Project
JAM Project ("JAM" standing for "Japan Animationsong Makers") es la agrupación más importante de anison que reúne a los mejores cantantes de este género. Cantantes de renombre y carreras solistas fuertemente consolidadas. JAM Project se caracteriza por la fuerza, energía y musicalidad en cada uno de sus temas, que componen especialmente para videojuegos, animes, series de tokusatsu, haciendo honor al significado de su nombre Japan Animationsong Makers. Reivindicando el género de anisong que estaba decayendo debido al auge del J-pop, que produjo que se incluyeran en los animes.

## Historia
El grupo nació en el año 2000, de la mano de Ichirō Mizuki (conocido por ser el cantante del emblemático opening de Mazinger Z) y su formación inicial incluía a: Hironobu Kageyama, Eizo Sakamoto , Masaaki Endou y Rica Matsumoto. La idea del grupo surgió debido a que para ese entonces el J-POP estaba siendo incluidos en los animes, y en vez de ser canciones para el anime, el anime se adaptaba a las canciones. El caso más evidente es el opening de Dragon Ball GT: "Dan Dan Kokoro Hikareteku" interpretado por la banda del momento: "Field of View". La canción habla de amor y de un chico recordando su amor del pasado, mientras en pantalla aparece Goku con un kame hame ha. Debido a este tipo de situaciones, Mizuki creó el grupo para dedicarse en un principio a canciones de anime, hoy en día el concepto de anisong se extiende para tokusatsu y videojuegos también.
En el año 2002, Ichirō Mizuki se aparta de la agrupación (aunque en 2007 regresa para una participación) y se da el ingreso de Hiroshi Kitadani. Un año después, Eizo Sakamoto se "gradúa" del grupo e ingresan Masami Okui y Fukuyama Yoshiki. 
Es así como se consolida la formación Kageyama, Endoh, Matsumoto, Kitadani, Okui y Fukuyama. Tras editar varios DVD y discos, Rica Matsumoto decide abandonar el grupo por su trabajo de seiyuu (actriz de doblaje), aunque actualmente se habla de su posible regreso.
La popularidad de la banda en su país y en el mundo es tal, que finalmente en 2008, Kageyama, Endoh, Kitadani, Okui y Fukuyama, se emprendieron en una gira mundial que incluyó varios países de todo el globo, además de Japón, China, Corea, México, Francia y España ; recorriendo el mundo con su mensaje de unión: "No border", es decir, sin fronteras. Además en el año 2012 realizaron una gira por Latinoamérica visitando países como Brasil, Argentina, Chile, Perú, y México.

## Miembros

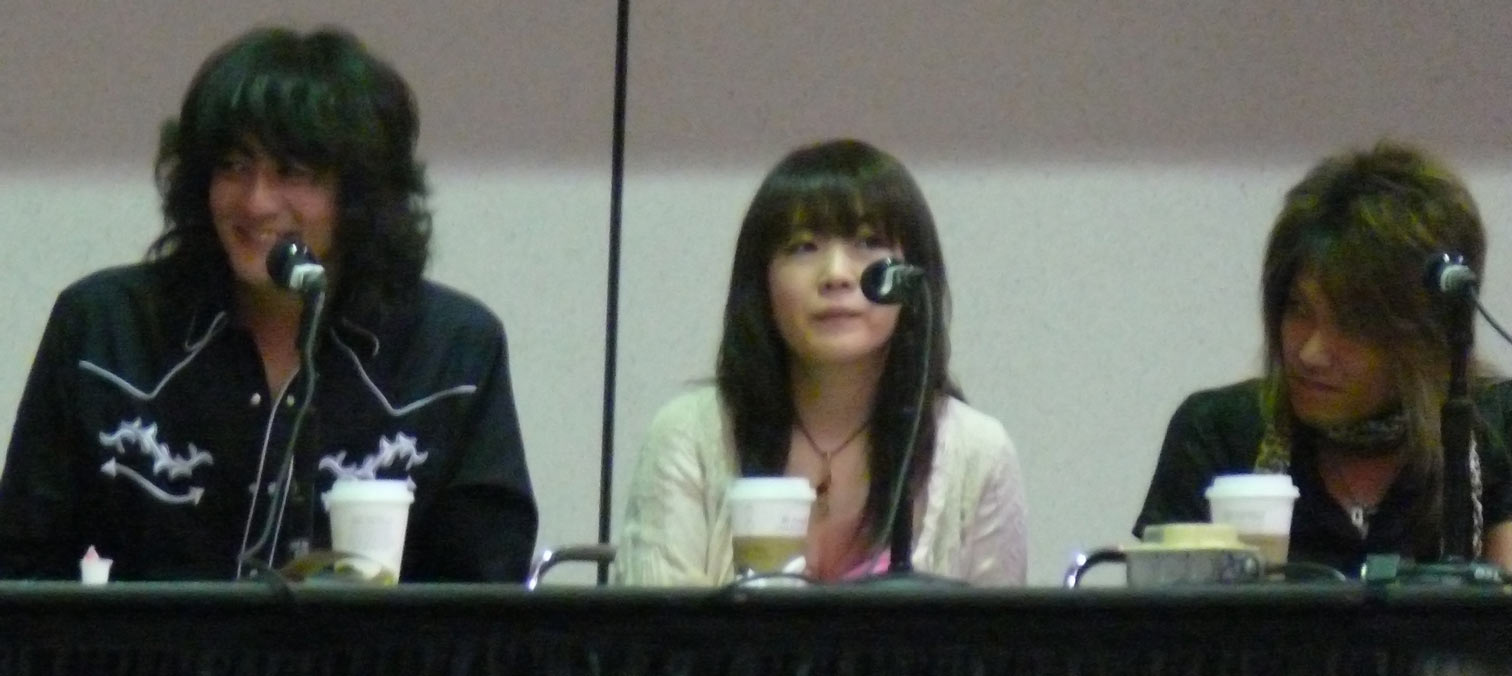
Fukuyama, Okui, y Kitadani de JAM Project respondiendo preguntas de fanes estadounidenses en la Otakon 2008.

### Miembros Regulares
- Hironobu Kageyama - Miembro fundador
- Masaaki Endoh - Miembro fundador
- Hiroshi Kitadani - Se une en junio de 2002
- Masami Okui - Se une en marzo de 2003
- Fukuyama Yoshiki - Se une en marzo de 2003

##### THE MONSTERS
Banda alter ego
- Voz (Líder): Jewel (Masami Okui)
- Guitarra: Michael (Hironobu Kageyama)
- Bajo: Milky (Masaaki Endō)
- Teclado: Pretz (Hiroshi Kitadani)
- Batería: Bomber (Fukuyama Yoshiki)

### Miembros Semi-regulares
- Rika Matsumoto - Miembro fundador; Deja su estado de miembro regular el 7 de abril de 2008, para dedicarse a su trabajo en solitario.

### Miembros Retirados
- Eizo Sakamoto - Miembro fundador; Se retira en marzo de 2003 para darle paso a Fukuyama y Okui, considerándolo como su "Graduación" (卒業 Sotsugyō?)

### Miembros Difuntos
- Ichirō Mizuki - Miembro fundador; Deja su estado de miembro regular en agosto de 2002. Fallece el 6 de diciembre del 2022 por Cáncer Pulmonar.

## Sencillos
1. "Kaze ni Nare" (疾風になれ?  "The Wind Blows") "Los Vientos Soplan" c/w "CRAZY REVOLUTION" - 26 de julio de 2000
Rica Matsumoto & Hironobu Kageyama
OVA éx-Driver opening theme & insert song
2. "Danger Zone" (Eizo Sakamoto & Masaaki Endoh) c/w "It's Emotion" realizado por M Ríe of MILK - 22 de noviembre de 2000
Película Anime éx-Driver|éx-Driver Clip tema musical
3. "STORM" c/w "RISING" - 21 de diciembre de 2000
Ichirou Mizuki & Hironobu Kageyama
OVA Shin Getter Robo vs Neo Getter Robo Tema de opening y ending
4. "SOULTAKER" c/w "KI·ZU·NA" - 21 de abril de 2001
TV anime The SoulTaker Tema opening
5. "Hagane no Messiah" (鋼の救世主（メシア） Hagane no Meshia?, "Steel Messiah") c/w "POWER" - 25 de abril de 2001
Videojuego de playStation Super Robot Wars Alpha Gaiden Temas opening y ending
6. "FIRE WARS" (Hironobu Kageyama) c/w "TORNADO" - 29 de septiembre de 2001
Ichirou Mizuki
OVA Mazinkaiser Temas de opening y ending theme
7. "CRUSH GEAR FIGHT!" c/w "Ai da yo ne!! ~Gear o Tsunagou~" (愛だよねっ！！～ギアをつなごう～ Ai da yo ne!! ~Gia o Tsunagou~?, "Love Asks!! ~Connect the Gears~") - 30 de octubre de 2001
TV anime Crush Gear Turbo|Gekitou! Crush Gear Turbo Temas de opening y ending

## Álbumes
- BEST Project ~JAM Project Best Collection~
Lanzado en 06-03-2002
  1. "CRUSH GEAR FIGHT!"
  2. "Hagane no Messiah" (鋼の救世主)
  3. "LADY FIGHTER!"
  4. "STORM"
  5. "FIRE WARS"
  6. "In my Heart"
  7. "SOULTAKER"
  8. "Unmei no Ito" (運命の糸)
  9. "TORNADO"
  10. "Danger Zone"
  11. "CRAZY REVOLUTION"
  12. "RISING"
  13. "Ai Dayone!! ~Gear wo Tsunagou~" (愛だよねっ!!～ギアをつなごう～)
  14. "Kaze ni Nare" (疾風になれ)
  15. "Over the Top!"
  16. "POWER"
  17. "KI・ZU・NA"

________________________________

- FREEDOM ~JAM Project Best Collection II~
Lanzado en 03-09-2003
  1. "SKILL ~Album ver.~"
  2. "Nageki no Rosario" (嘆きのロザリオ)
  3. "Little Wing"
  4. "FREEDOM"
  5. "Gasshin! God Gravion" (合神！ゴッドグラヴィオン)
  6. "GO! GO! Rescue" (GO! GO! レスキュー)
  7. "In The Chaos"
  8. "GET UP CRUSH FIGHTER!"
  9. "DEPARTURE"
  10. "Alright now! ~Movie Re-mix ver.~"
  11. "March of Rescue Hero" (マーチ　オブ　レスキューヒーロー)
  12. "Kaze no EAGLE" (風のEAGLE)
  13. "GO!!"
  14. "FOREVER & EVER"
  15. "DAYS ~Bokura no Mirai~" (DAYS～僕らの未来～)

________________________________
- JAM-ISM ~JAM Project Best Collection III~
Lanzado en 23-09-2004
  1. "VICTORY"
  2. "Kurenai no Kiba" (紅ノ牙)
  3. "VOYAGER"
  4. "Cry for the Earth"
  5. "DRAGON"
  6. "Destination"
  7. "Senshi yo Nemure..." (戦士よ眠れ…)
  8. "Yakusoku no Chi" (約束の地)
  9. "Majin Kenzan!!" (魔神見参！！)
  10. "No Serenity"
  11. "The Gate of the Hell"
  12. "Promise ~Mirai e no Chikai~" (Promise～未来への誓い～)
  13. "En-ou Gasshin! Soul Gravion" (炎皇合神！ソルグラヴィオン！！)
  14. "Peaceful One"

________________________________
- Olympia ~JAM Project Best Collection IV~
Lanzado en 05-04-2006
  1. "GONG (album version)"
  2. "Garo ~SAVIOR IN THE DARK~" (牙狼～SAVIOR IN THE DARK～)
  3. "Olympia"
  4. "Genkai Battle" (限界バトル)
  5. "Meikyuu no Prisoner" (迷宮のプリズナー)
  6. "Battle Communication!!"
  7. "Asu e no Houkou" (未来への咆哮)
  8. "Protect you"
  9. "Fencer of GOLD"
  10. "Name of the Truth"
  11. "Hoshizora no Requiem" (星空のレクイエム)
  12. "Neppu! Shippu! Cybaster" (熱風！疾風！サイバスター)
  13. "Brother in Faith"

________________________________
- Big Bang ~JAM Project Best Collection V~
Lanzado en 04-07-2007
  1. "Break Out"
  2. "STORMBRINGER"
  3. "Name ~Kimi no Na wa~" (Name～君の名は～)
  4. "Salvage"
  5. "Divine love"
  6. "RISING FORCE"
  7. "Dead or Alive"
  8. "Emblem ~Na mo Naki Eiyuu tachi he~" (エンブレム～名も無き英雄達へ～)
  9. "DRAGON STORM 2007"
  10. "Fight to the end ~Seisen~" (Fight to the end～聖戦～)
  11. "IN FATE"
  12. "The everlasting"

________________________________
- Get over the Border ~JAM Project Best Collection VI~
Lanzado en 06-08-2008
  1. "Get over the Border"
  2. "No Border"
  3. "Rocks"
  4. "Legend of the Heroes"
  5. "Tsubasa" (翼)
  6. "SHURAKI"
  7. "Milky Way"
  8. "BEAUTIFUL PEOPLE"
  9. "NEW GENERATION! ~KOBE to the WORLD~"
  10. "Portal"
  11. "Hurricane LOVE" (ハリケーンLOVE)
  12. "HERO"

________________________________
- Seventh Explosion ~JAM Project Best Collection VII~
Lanzado en 25-11-2009
  1. "Seventh Explosion"
  2. "Crest of Z's"
  3. "Rescue Fire"
  4. "Shugojin-The Guardian"
  5. "Hello Darwin! ~Kōkishin on Demand~"
  6. "Cosmic Dance"
  7. "Godest!"
  8. "Hasta Mañana!!"
  9. "Battle No Limit!"
  10. "Space Roller Coaster GO GO!"
  11. "Bonds of Friendship"
  12. "Hallelujah!!"
  13. "Three souls"
  14. "Only One"

## Otras canciones
- Omoide wa okkusenman!
- ANTHEM OF HOPE

## Álbumes Originales
- JAM FIRST PROCESS
Lanzado en 21-03-2002
  1. "Ready Go!! ~Song for J's Tamashii~" (Ready Go!! ～Song for J's 魂)
  2. "The End of Day ~Megami Kuraudia no Sentaku~" (The End of Day ～女神クラウディアの選択～)
  3. "NOTE"
  4. "Girls be ambitious"
  5. "DESPERATE"
  6. "Meguri Aeta Kiseki" (めぐり逢えた奇跡)
  7. "Super Soul"
  8. "Precious"
  9. "Mizu ni Utsurutsuki ~my heart~" (水に映る月 ～my heart)
  10. "Deep so deep"

________________________________

- MAXIMIZER ~Decade of Evolution~
Lanzado en 09-06-2010
  1. "MAXIMIZER"
  2. "Elements"
  3. "SAMURAI SOULS"
  4. "ReBirth of Dream"
  5. "Hi no Tori" (火の鳥, "Bird of Fire")
  6. "REAL BLACK HOLE ~Break though~"
  7. "Shining blaze"
  8. "Nightmare"
  9. "I LOVE YOU"
  10. "DESTINY~from USA~"
  11. "Always be with you"
  12. "KI·ZU·NA ~10th Anniv.ver.~

________________________________

- JAM Project Symphonic Album Victoria Cross
Lanzado en 06/04/2011
  1. "VICTORY"
  2. "Elements"
  3. "Vanguard"
  4. "Garo ~SAVIOR IN THE DARK~" (牙狼～SAVIOR IN THE DARK～)
  5. "Always be with you"
  6. "TRANSFORMERS EVO"
  7. "Rescue Fire" (レスキューファイアー)
  8. "Hagane no Messiah" (鋼の救世主)
  9. "GONG"
  10. "SKILL"
  11. "HERO"

## DVD
- 2003 - JAM Project - Return to the Chaos
- 2004 - JAM Project - Once in a Lifetime Chance ~ VICTORY
- 2005 - JAM Project - 5th Live - King Gong
- 2007 - JAM Project - JAPAN CIRCUIT 2007 - Break Out
- 2008 - JAM Project - Japan Flight 2008 - NO BORDER